# Frontera entre França i Alemanya

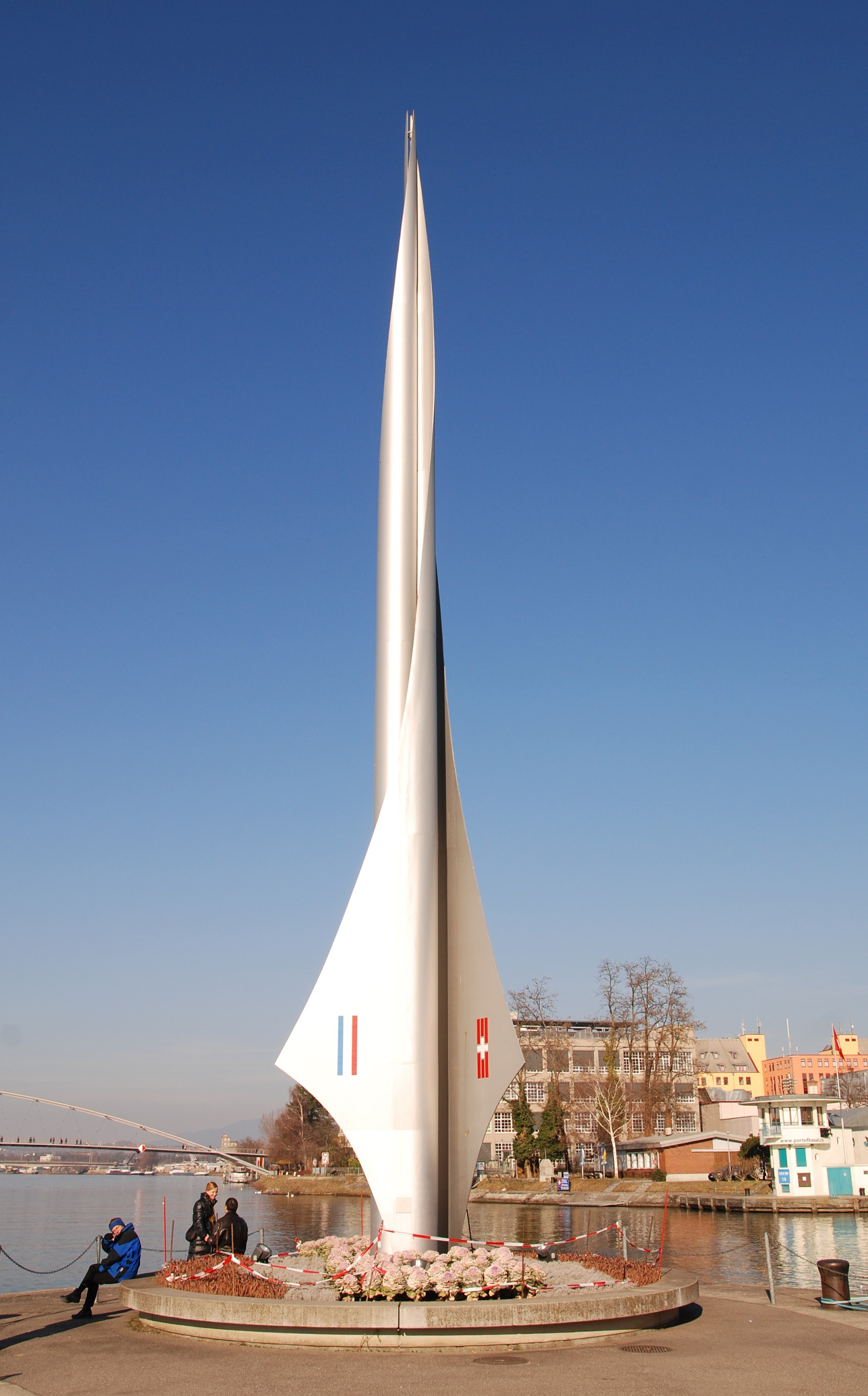
El Dreiländereck.

La frontera entre Alemanya i França es la frontera internacional entre Alemanya i França, estats membres de la Unió Europea i de l'Espai Schengen. Separa els länder alemanys de Renània-Palatinat, Saarland i Baden-Württemberg de la regió francesa de Gran Est, concretament els departaments del Mosel·la, Alt Rin i Baix Rin, que formaven l'antiga regió d'Alsàcia-Lorena.

## Traçat
Comença al nord-oest al trifini Alemanya-França-Luxemburg (49° 28′ 10″ N, 06° 22′ 02″ E / 49.46944°N,6.36722°E), en la unió del municipi alemany (gemeinde) de Perl (land de Saarland), de la comuna francesa d'Apach (departament de Mosel·la) i de la comuna luxemburguesa de Schengen (cantó de Remich). Aquest punt està situat als marges del riu Mosel·la.

Les noves fronteres entre França i l'Alemanya redissenyades pel tractat de Frankfurt.

La frontera segueix després una direcció general cap a l'est fins al Rin. Després remunta el seu cors cap al sud fins al trifini Alemanya - França - Suïssa (47° 35′ 23″ N, 07° 35′ 21″ E / 47.58972°N,7.58917°E), situat sobre el Rin als municipis de Weil-am-Rhein (Alemanya, land de Baden-Württemberg), d'Huningue (França, Alt Rin) i la ciutat de Basilea (Suïssa, cantó de Basilea-Ciutat), passant entre Estrasburg i Offenburg. El Rin forma la frontera oriental d'Alsàcia al cantó francès i la frontera oriental de Baden-Württemberg en el costat alemany. Aquest trifini està simbolitzat pel Dreiländereck, monument situat a uns 150 metres al sud-est al territori suís.

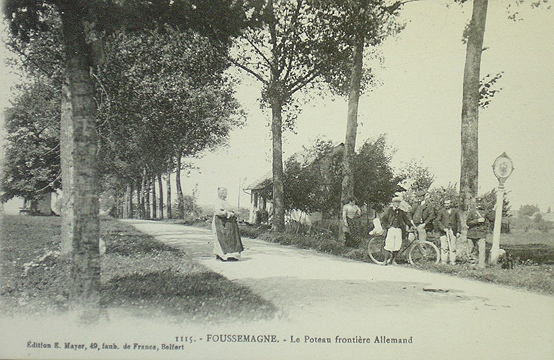
Frontera franco-alemanya a Foussemagne, prop de Belfort, a França, entre 1871 i 1918.

## Història
En primer lloc, hi va haver diversos ajustaments de la frontera al nivell del departament del Mosel·la fins a la Convenció del 23 d'octubre de 1829 entre França i Prússia, per la diversos cantons mosel·lans foren cedits totalment o parcialment a Alemanya: Cantó de Relling, Cantó de Sarrelouis, Cantó de Tholey, Cantó de Sierck-les-Bains. També al nivell del Baix Rin: la ciutat de Landau i diversos territoris al nord del riu Lauter.
Des de la creació de l'Imperi Alemany el 18 de gener de 1871, aquesta frontera s'ha mogut quatre vegades, dues vegades per tractat.
- Després de la derrota francesa en 1871 el recentment creat Imperi Alemany es va annexar pel Tractat de Frankfurt la major part de l'Alsàcia (excepte en el que es va convertir en el territori de Belfort) i part de la Lorena.

- Després de la Primera Guerra Mundial, França va recuperar (oficialment el gener de 1920 pel Tractat de Versalles però en la pràctica des de 1918) l'Alsàcia-Lorena perduda en 1871.[4] La línia torna a seva posició anterior, és a dir, la frontera de França amb la Confederació Alemanya del Nord, el Regne de Baviera i Gran Ducat de Baden. Durant el període d'entreguerres, Alsàcia i Mosel·la seran defensats pel gran treball defensiu de la línia Maginot costat francès i la Línia Sigfrid al costat alemany.

- A principis de Segona Guerra Mundial després de la armistici del 22 de juny de 1940, que confirma la derrota de França, l'Alsàcia-Lorena és unida de facto al Tercer Reich i organitzat en gaue  sota administració alemanya, tot i les protestes justificades del govern de Vichy, ja que l'acord d'armistici no qüestionava la sobirania francesa a Alsàcia i Lorena.

- Aquesta situació acaba amb l'alliberament del territori francès, que acaba a l'est en 1945 i veu desaparèixer l'administració alemanya a Alsàcia-Lorena i la frontera de facto.

## Punts de pas

### Punts de pas per carretera
- La N33/B269Neu entre Creutzwald i Saarlouis
- La "Carretera de Lauterbach"/"Kreuzwaldstraße" entre Creutzwald i Lauterbach
- La D73/L167 entre Creutzwald i Überherrn
- La D55/ Mertener Straße entre Merten i Überherrn
- La D31/L164 entre Petite-Rosselle i Großrosseln
- La D32/1274 entre Schœneck i Klarenthal
- La N3/B41 i A320/A6 entre Stiring-Wendel i Sarrebruck
- La N61A/L253 entre Grosbliederstroff i Kleinblittersdorf
- La D974/L105 (via B423) entre Frauenberg i Bliesmengen-Bolchen
- La D82/"Keltenstraße" entre Bliesbruck i Gersheim
- La D84/L01 entre Erching i Gersheim
- La D34A/"Obergailbacher Straße" entre Obergailbach i Gersheim

### Punts de pas ferroviaris
Segons el traçat actual de la frontera, hi ha 12 punts de pas ferroviaris entre Alemanya i França.
| Codi UIC | Línia d'Alemanya                            | Estació d'Alemanya       | Operador | Línia de França                                                  | Estació de França       | Operador    | Remarques |
| -------- | ------------------------------------------- | ------------------------ | -------- | ---------------------------------------------------------------- | ----------------------- | ----------- | --- |
| 470      | 4314 Línia de Müllheim a Neuenburg          | Neuenburg                | DB Netz  | 124.000 Línia de Mulhouse-Ville a Chalampé                       | Chalampé                | SNCF Réseau | Via única electrificada en 15 kV - 16 2/3 Hz costat alemany et en 25 kV - 50 Hz costat francès. La secció de separació se trouve sur le pont du Rhin  |
| 471      | 4260 Línia d'Appenweier à Kehl              | Kehl                     | DB Netz  | 142.000 Línia de Strasbourg-Ville à Strasbourg-Port-du-Rhin      | Strasbourg-Port-du-Rhin | SNCF Réseau | Doble via electrificada en 15 kV - 16 2/3 Hz costat alemany et en 25 kV - 50 Hz costat francès. La secció de separació es troba sobre el pont del Rin |
| ???      | 4242 Rheinbahn (Baden)                      | Wintersdorf              | DB Netz  | 150.000 Línia de Haguenau a Rœschwoog i frontera                 | Roppenheim              | SNCF Réseau | Via única no electrificada neutralitzada |
| 472      | 3400 Bienwaldbahn                           | Berg (Pfalz)             | DB Netz  | 145.000 Línia de Strasbourg à Lauterbourg                        | Lauterbourg             | SNCF Réseau | Via única no electrificada |
| 473      | 3433 Pfälzische Maximiliansbahn             | Kapsweyer                | DB Netz  | 146.000 Línia de Vendenheim a Wissembourg                        | Wissembourg             | SNCF Réseau | Via única no electrificada |
| 474      | 3285 Bliestalbahn                           | Reinheim                 | DB Netz  | 170.000 Línia de Sarreguemines a Bliesbruck                      | Bliesbruck              | SNCF Réseau | Doble via neutralitzada el 28 d'agost de 1980 |
| 475      | 3251 Línia de Sarreguemines vers Sarrebruck | Hanweiler-Bad Rilchingen | DB Netz  | 163.000 Línia de Sarreguemines vers Sarrebruck                   | Sarreguemines           | SNCF Réseau | Via única electrificada en 15 kV - 16 2/3 Hz |
| 476      | 3231 Línia de Rémilly à Stiring-Wendel      | Sarrebruck               | DB Netz  | 172.000 Línia de Rémilly a Stiring-Wendel                        | Forbach                 | SNCF Réseau | Doble via electrificada en 15 kV - 16 2/3 Hz costat alemany i en 25 kV - 50 Hz costat francès. La secció de separació es troba ???                    |
| 477      | 3290 Línia d'Überherrn a Völklingen         | Überherrn                | DB Netz  | 174.000 Línia de Metz-Vila a la frontera alemanya vers Überherrn | Hargarten - Falck       | SNCF Réseau | Línia deposada el 30 d'abril de 2001 |
| 478      | 3212 Línia de Dillingen à Niedaltdorf       | Hemmersdorf (Saar)       | DB Netz  | 176.000 Línia de Bouzonville a Guerstling                        | Bouzonville             | SNCF Réseau | Via única no electrificada |
| ???      | 3213 Línia de Merzig a Waldwisse            | Silwingen                | DB Netz  | 175.000 Línia de Bettelainville a Waldwisse                      | Waldwisse               |             | Via única deposada en 1967 |
| 479      | 3010 Línia de Perl a Trèves                 | Perl                     | DB Netz  | 178.000 Línia de Thionville a Apach                              | Apach                   | SNCF Réseau | Doble via electrificada en 15 kV - 16 2/3 Hz costat alemany i en 25 kV - 50 Hz costat francès. La secció de separació es troba a la frontera          |